# جاده ۵۳ (ایران)
جاده ۵۳ جاده‌ای در مرکز ایران است که شهرکرد را به بروجن متصل می‌کند.